# Fu Quanyou
Fu Quanyou (chinesisch 傅全有; * November 1930 in Yuanping, Shanxi) ist ein chinesischer General der Volksbefreiungsarmee und Politiker der Kommunistischen Partei Chinas (KPCh), der zwischen 1995 und 2002 Chef des Generalstabes und damit militärischer Befehlshaber der Streitkräfte war.

## Leben
Fu Quanyou trat nach dem Schulbesuch 1946 in die Volksbefreiungsarmee ein und wurde 1947 Mitglied der Kommunistischen Partei Chinas (KPCh). Er nahm zwischen 1948 und 1950 als stellvertretender Kompaniechef der Nordwest-Feldarmee während der Endphase des Chinesischen Bürgerkrieges an der Yanqing-Schlacht teil. Danach war er von 1950 bis 1952 Kompaniechef und Stabschef eines Bataillons der Nordwest-Feldarmee. Danach fungierte er zwischen 1953 und 1958 als Kommandeur eines Bataillons und nahm mit diesem 1953 am Koreakrieg teil. 1958 begann er ein Studium an der Militärakademie der Volksbefreiungsarmee, das er 1961 abschloss. Danach war er zwischen 1961 und 1964 Stabschef eines Regiments in der Militärregion Chengdu und nach anderen Verwendungen von 1968 bis 1969 Stabschef einer Division in dieser Militärregion.
Nach verschiedenen anderen Verwendungen war Fu Quanyou zwischen 1978 und 1980 Kommandeur einer Division der Militärregion Chengdu sowie von 1981 bis 1983 Chef des Stabes der Heereseinheiten in dieser Militärregion. Nachdem er zwischen 1983 und 1985 Kommandeur der Heereseinheiten dieser Militärregion war, fungierte er von 1985 bis 1988 schließlich als Kommandeur der Militärregion Chengdu. Auf dem XIII. Parteitag der KPCh 1987 wurde er erstmals Mitglied des Zentralkomitees (ZK der KPCh), dem er bis 2002 angehörte.
1988 wurde er zum Generalleutnant befördert und fungierte zwischen 1990 und 1992 als Kommandeur der Militärregion Lanzhou sowie im Anschluss von 1992 bis 1995 als Direktor der Logistik-Abteilung der Volksbefreiungsarmee. Auf dem XIV. Parteitag der KPCh wurde er 1992 zudem Mitglied der Zentralen Militärkommission, der bis 2002 angehörte. 1993 erfolgte sein Beförderung zum General. Er war zudem Vize-Vorsitzender des Nationalen Aufforstungskomitees sowie von 1994 bis 1998 stellvertretender Direktor des Nationalkomitees der Patriotischen Volksgesundheitskampagne. Als Nachfolger von General Zhang Wannian übernahm er 1995 den Posten als Chef des Generalstabes der Volksbefreiungsarmee und damit als militärischer Befehlshaber der Streitkräfte. Diesen Posten bekleidete er bis 2002 und wurde dann von General Liang Guanglie abgelöst.

## Weblink
- Eintrag in China Vitae

| Personendaten    | Personendaten                                           |
| ---------------- | ------------------------------------------------------- |
| NAME             | Fu, Quanyou                                             |
| ALTERNATIVNAMEN  | 傅全有 (chinesisch)                                     |
| KURZBESCHREIBUNG | chinesischer Offizier, General der Volksbefreiungsarmee |
| GEBURTSDATUM     | November 1930                                           |
| GEBURTSORT       | Yuanping, Shanxi                                        |